# Det Store Mørke
Det Store Mørke er en dansk stumfilm fra 1917 med ukendt instruktør.

## Handling
Den blinde sigøjnerpige er hjemløs men får en god opvækst hos en organist. Hun opereres, får synet igen, og begiver sig ud i verden. Hun møder snart den rige Frank Taylor og de bliver gift. Men der hviler mørk skygge over hans fortid.

## Medvirkende
- Astrid Holm - Maria
- Peter S. Andersen - Johannes, organist
- Mette Andersen - Lone
- Victor Montell - Frank Taylor
- Olga Jensen - Henriette
- Elith Pio - Jøden
- Oda Larsen - Jødens kone
- Elinor Arner Jensen - Maria og Franks datter
- Alette Andersen - Fru Marke, pensionatsværtinde